# 찰스 아이브스

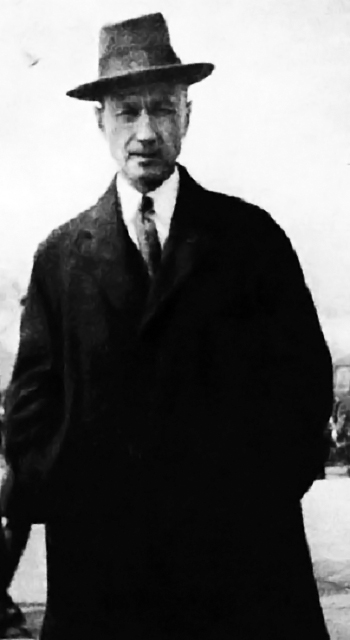
찰스 아이브스

찰스 에드워드 아이브스(Charles Edward Ives, 1874년 10월 20일 ~ 1954년 5월 19일)는 미국 최초의 급진적 작곡가이다.
1874년 10월 20일 코네티컷주 댄버리에서 태어나, 1954년 5월 19일에 뉴욕에서 별세하였다. 예일 대학교 졸업 후 "불협화음 때문에 굶어죽는 것을 피한다"라고 하여 보험사업계에 투신, 아이브스 마이릭사(社)를 설립하여 미국 굴지의 보험사업가가 되었다. 아이브스는 바쁜 하루가 끝난 밤중이나 주말 또는 점심시간마저 이용해서 작곡에 열중했다. 신문도 읽지 않고 라디오도 듣지 않고, 음악회에도 다니지 않으면서, 오직 그의 독특한 혁신적인 작곡에 몰두하여 쇤베르크나 스트라빈스키보다도 앞서 대담한 기법을 쓰기 시작하였다.
다년간의 이중생활의 모순 때문에 그는 53세로 회사도, 작곡도 버리고 은둔생활로 들어가고 말았다. 완전히 세상을 버린 아이브스의 〈교향곡 제 3번〉이 42년 만인 1946년에 햇빛을 보고 초연되어 다음해 퓰리처상을 받았을 때 내뱉듯이 이렇게 말했다. "흥, 상이라고! 그런 것은 속물들이나 부러워하는 간판이지." 그 후 1951년에는 〈교향곡 제 3번〉이 레너드 번스타인과 뉴욕 필하모닉 오케스트라에 의해 초연되었다. 아이브스의 〈교향곡 제 4번〉이 레오폴드 스토코프스키에 의하여 초연되어 비상한 반응을 불러일으킨 것은 1965년의 일이다. 27개의 다른 리듬이 동시에 연주되는 복잡한 곡이어서 스토코프스키는 두 사람의 보조 지휘자를 기용하여 연주했다. 그 복잡한 리듬이나 놀라운 불협화음에도 불구하고 세기적 전환기의 종교적 노래나 민요가 가득찬 특유의 정감을 자아내고 있다. 초연 후 즉각 컬럼비아 레코드에 의하여 녹음되었으므로, 아이브스의 명성은 그가 죽은 후 10년이 되어 겨우 정착하였다. 〈대답할 수 없는 질문〉은 카라얀에 의해서도 연주되어 아이브스의 부활은 눈부신 바가 있다.

## 작품목록

### 교향곡
- 교향곡 1번 라단조
- 교향곡 2번 나단조
- 교향곡 3번 내림마장조
- 교향곡 4번 라장조

## 참고 자료
- 이 문서에는 다음커뮤니케이션(현 카카오)에서 GFDL 또는 CC-SA 라이선스로 배포한 글로벌 세계대백과사전의 내용을 기초로 작성된 글이 포함되어 있습니다.